# École d'ingénieurs du Littoral-Côte-d'Opale
L'École d'Ingénieurs du Littoral-Côte-d'Opale (EILCO) est l'une des 204 écoles d'ingénieurs françaises accréditées au 1er septembre 2020 à délivrer un diplôme d'ingénieur.
Elle est située dans les Hauts-de-France à Calais, Dunkerque, Boulogne-sur-Mer et Longuenesse.

## Historique
Jacques Durand, dirigeant lors de la seconde moitié du XXe siècle de la Verrerie Cristallerie d’Arques (aujourd'hui Arc International), a « perçu la difficulté de plus en plus grande d’appliquer à la production les techniques de pointe qui évoluent de plus en plus vite et de trouver pour vendre les produits sur tous les marchés du monde, des vendeurs éprouvés et compétents ». Fort de cette constatation et pour pallier le manque de structures d’enseignement supérieur dans l’Audomarois, il décide de créer deux écoles totalement indépendantes de son entreprise, l’École supérieure de commerce international du Pas-de-Calais (ESCIP) et l’École d’ingénieurs du Pas-de-Calais (EIPC), « qui formeraient des jeunes diplômés pour le développement de notre région ». Quelques mois après cette décision, le 23 septembre 1991, un partenariat est instauré avec des écoles réputées pour bâtir et concevoir les programmes. L’EIPC accueille ses premiers étudiants dans ses locaux et le diplôme d’ingénieur qu'elle délivre est officiellement reconnu par la Commission des titres d'ingénieurs.
Par arrêté du 28 septembre 2011 publié au bulletin officiel du ministère de l’Enseignement supérieur et de la Recherche du 27 octobre 2011, l’école est officiellement créée au sein de l'université du Littoral Côte d'Opale (ULCO) avec un statut d’école interne.
Depuis, l'EILCO est une école d’ingénieurs en cinq ans après le baccalauréat proposant une formation d’ingénieurs généralistes en sciences et technologies sur quatre campus :
- à Calais avec un cycle préparatoire intégré ainsi qu'un cycle Ingénieur, spécialité Informatique
- à Dunkerque en cycle Ingénieur, spécialité Génie énergétique et environnement[4]
- à Longuenesse en cycle Ingénieur, spécialité Génie industriel
- à Boulogne-sur-Mer, spécialité Agroalimentaire

Les cycles Ingénieur pouvant être intégrés après le cycle préparatoire.

## Formation initiale

### Cycle préparatoire intégré
Le cycle préparatoire intégré d'une durée de deux ans se situe sur le site de Calais. Il a pour vocation de préparer les élèves ingénieurs à l'entrée dans l'un des cycles ingénieur d'une durée de trois ans à l'EILCO.

### Cycle ingénieur
Dans chacun d'eux, les élèves ingénieurs suivent d'abord un tronc commun les deux premières années en sciences et techniques de l'ingénieur (mathématiques, informatique, électronique, électricité, électrotechnique, automatique, mécanique, mécanique des fluides, thermodynamique).
En troisième année d'enseignement, ils choisissent l'un des six parcours de professionnalisation jusqu'à la fin de leur formation en :
Génie énergétique et environnement
- Génie Nucléaire
- Energie et Environnement en milieu Littoral
- Décarbonation

Génie informatique
- Ingénierie informatique et perception
- Ingénierie logicielle et Data Science
- Intelligence Artificielle

Génie industriel
- Ingénierie de production
- Ingénierie numérique pour l’industrie
- Écologie industrielle

Agroalimentaire
- Sécurité sanitaire des produits aquatiques
- Valorisation des produits alimentaires

### Stages en entreprise
| Année           | Intitulé du stage                        | Durée       | Période       |
| --------------- | ---------------------------------------- | ----------- | ------------- |
| 2e année (CP2)  | Stage découverte de l'entreprise         | 4 semaines  | Février       |
| 4e année (ING2) | Stage assistant ingénieur                | 14 semaines | Mi-Mai à Août |
| 5e année (ING3) | Stage ingénieur (projet de fin d'études) | 6 mois      | Mars à Août   |

Les durées de stages sont ici exprimées en durées minimales. L'étudiant ingénieur est libre d'effectuer des stages de durées supérieures tant que celles-ci s'inscrivent dans les périodes d’interruptions pédagogiques dédiées. Les 10 mois minimum de stages, périodes obligatoires, permettent aux futurs ingénieurs de se familiariser avec la structure et les méthodes de travail en milieu industriel.

### Projet de fin d'études
Le projet de fin d'études de six mois se situe au cours de la troisième année du cycle ingénieur. Placé dans la situation d'un jeune cadre, l'élève ingénieur doit pendant six mois assurer la gestion d'un projet, animer un groupe de travail, proposer et mettre en œuvre des solutions appropriées.

## Ingénieur en alternance
La troisième et dernière année du cycle ingénieur à l’EIL Côte d’Opale est possible sous le régime du contrat de professionnalisation.

### Conditions d'accès
- Avoir validé la 2ème année du Cycle Ingénieur (ING2) à l’EIL Côte d’Opale.
- Avoir réalisé le stage « Assistant Ingénieur » à la fin de la 2ème année du Cycle Ingénieur.
- Avoir réalisé la période à l’étranger.
- Pour les mobilités entrantes, pouvoir justifier une année d’étude en France en Formation Initiale.
- Pour les élèves ingénieurs étrangers (non européens), obtenir une autorisation de travail auprès de la Direction Régionale des Entreprises, de la Concurrence, de la Consommation, du Travail et de l’Emploi (DIRECCTE). Une limite d’âge (26 ans) rend plus difficile l’obtention de cette autorisation[5].

## Formation continue
L'EILCO propose une formation Continue aux personnes désireuses de reprendre leurs études après une interruption de 12 mois minimum de leur formation initiale. Une expérience professionnelle de 3 ans minimum est nécessaire à l’intégration.
Ce cursus peut se dérouler sur 2 ou 3 ans selon certaines conditions.

## Recherche
Les travaux de recherche scientifique concernent l'automatique, la vision industrielle, l'analyse d'image et les sciences des matériaux.
Tous les enseignants-chercheurs s’investissent dans une activité de recherche avec une bonne adéquation entre la théorie et la pratique. Les permanents de l’école ont toujours eu, et gardent, l’ambition de positionner leurs travaux entre ceux des grands laboratoires de recherche fondamentale et les besoins de recherche appliquée des entreprises.
L'École d'Ingénieurs du Littoral-Côte-d'Opale, étant une composante de l'Université du Littoral-Côte-d'Opale, est soutenue par ses huit laboratoires de recherche :
- le laboratoire de mathématiques pures et appliquées Joseph Liouville (LMPA),
- le laboratoire d'informatique, signal et image de la Côte d'Opale (LISIC),
- le laboratoire d'océanologie et de géosciences (LOG),
- le laboratoire de physico-chimie de l’atmosphère (LPCA),
- l'unité dynamique et structures des matériaux moléculaires (UDSMM),
- l'unité de chimie environnementale et interactions sur le vivant (UCEIV),
- l'unité de biochimie des produits aquatiques (UMRT INRAE BIOECOAGRO)
- l'unité de Recherche sur l’Histoire, les Langues, les Littératures et l’Interculturel (HLLI).

Les enseignants-chercheurs de l'ULCO, rattachés à l'EILCO, mènent leurs activités de recherche dans ces laboratoires, ce qui permet de maintenir la qualité scientifique de l'enseignement. Ils publient leurs travaux dans des revues scientifiques et participent aux congrès nationaux et internationaux.

## Développement international
L'EILCO continue à développer et à consolider ses partenariats avec des universités, des institutions ou encore des centres de recherche basés à l’étranger par le biais de ses six laboratoires. La dimension internationale du cursus d’ingénieur est déjà forte : tous les élèves ingénieurs, à la fin de la première année du Cycle Ingénieur, doivent effectuer un stage de découverte de l’entreprise à l’étranger. En troisième année de Cycle Ingénieur, les étudiants sont vivement incités à effectuer un semestre d’étude et/ou de stage à l’étranger aussi.
L'EILCO favorise et encourage aussi la mobilité enseignante, administrative et technique et souhaite également transférer son savoir-faire et ses programmes de formation en direction de zones géographiques identifiées comme stratégiques pour l’école, telles que l'Afrique du Nord, le Liban ou la Chine. Son objectif est résolument d’accroître le rayonnement international en développant une culture internationale grâce à la mixité des étudiants venant de divers horizons.

## Vie étudiante et associative

### Surnom des étudiants
Les étudiants à l'EILCO portent le surnom d'Opaliens, en référence directe avec la région sur laquelle l'Ecole repose, la Côte d’Opale.

### Bureau des étudiants
Le BDE (Bureau des étudiants) est l’association chargée de la vie étudiante dans l'école. Il s’occupe aussi bien de l’organisation d’événements que de l’amélioration de la vie quotidienne sur le campus.
A l’EILCO, l’équipe du BDE se charge des quatre sites Boulogne-sur-Mer, Calais, Saint-Omer et Dunkerque.

### Clubs et Associations
L'école impose un 'projet associatif' qui peut se traduire par la participation  à un club ou une association au sein de l'école. Voici la liste des clubs :
- EILTECH' - club informatique et technologie
- Les Invicus - club œnologie et terroir de France
- Eilco’taku - club culture asiatique
- BDA - bureau des arts
- Ch'tis Gamers - club jeux vidéos
- D10Cassé - club jeu de rôle

### La junior-entreprise
Opale Solutions est une association constituée à l’initiative des étudiants de l’Ecole d’Ingénieurs du Littoral Côte d’Opale.
Elle s’adresse principalement aux entreprises en leur proposant des prestations de services en matière d’ingénierie informatique et industrielle.

### L'association des anciens élèves
Le réseau « Les Opaliens Alumni » est une association loi de 1901 regroupant l’ensemble des ingénieurs diplômés de l’Ecole d’Ingénieurs du Pas-de-Calais (EIPC) et de l’École d’Ingénieurs du Littoral Côte d’Opale (EIL Côte d’Opale).
De nombreuses actions sont menées avec pour but de :
- Développer les liens professionnels et amicaux entre les membres
- Favoriser l’entrée dans le monde du travail et faciliter les changements de vie professionnelle
- Entretenir l’ouverture au monde des entreprises représentées par les membres
- Faciliter l’accès à la Formation Continue et aux projets menés par l’Ecole[10]

### Le Gala
Chaque année, l’association du Grand Gala de l’EILCO gérée par les élèves de troisième année se chargent de faire vivre à l’école une magnifique soirée en l’honneur des nouveaux diplômés.

## Modalités de recrutement

### Pour intégrer le cycle préparatoire intégré
- Après un bac S ou un bac STI (2D)

### Pour intégrer le cycle Ingénieur
En première année :
- après une classe préparatoire scientifique (concours E3A pour les MP-PC-PSI-PT, concours CCP en banque de notes pour les TSI, concours G2E en Banque d'épreuves Géologie Eau et Environnement pour les BCPST) ;
- après un BTS ou un DUT (concours ATS) ;
- après une licence scientifique.

En deuxième année :
- après un master [12] scientifique.